# Memmo di Filippuccio

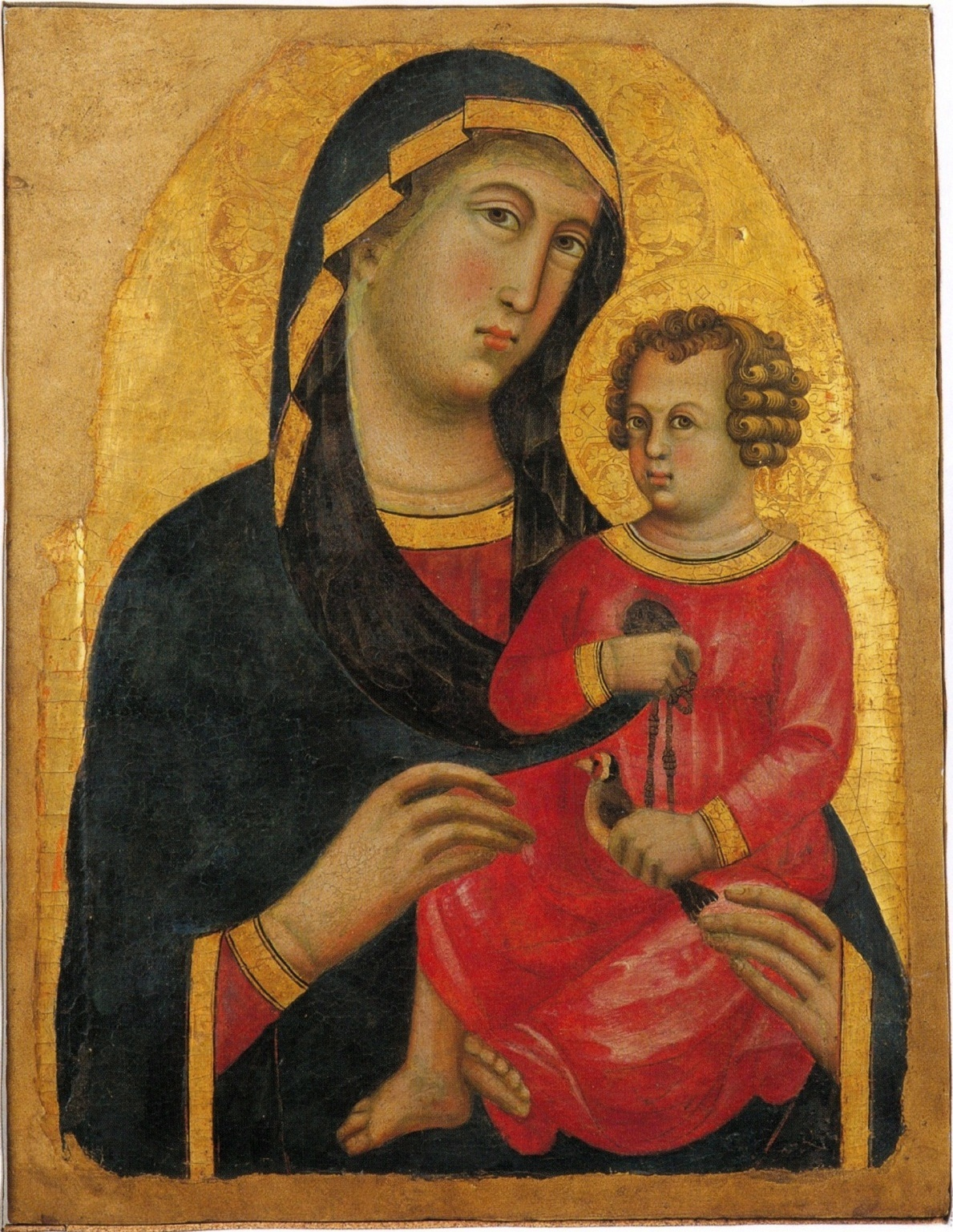
Vierge à l'Enfant
Musée national San Matteo, Pise.

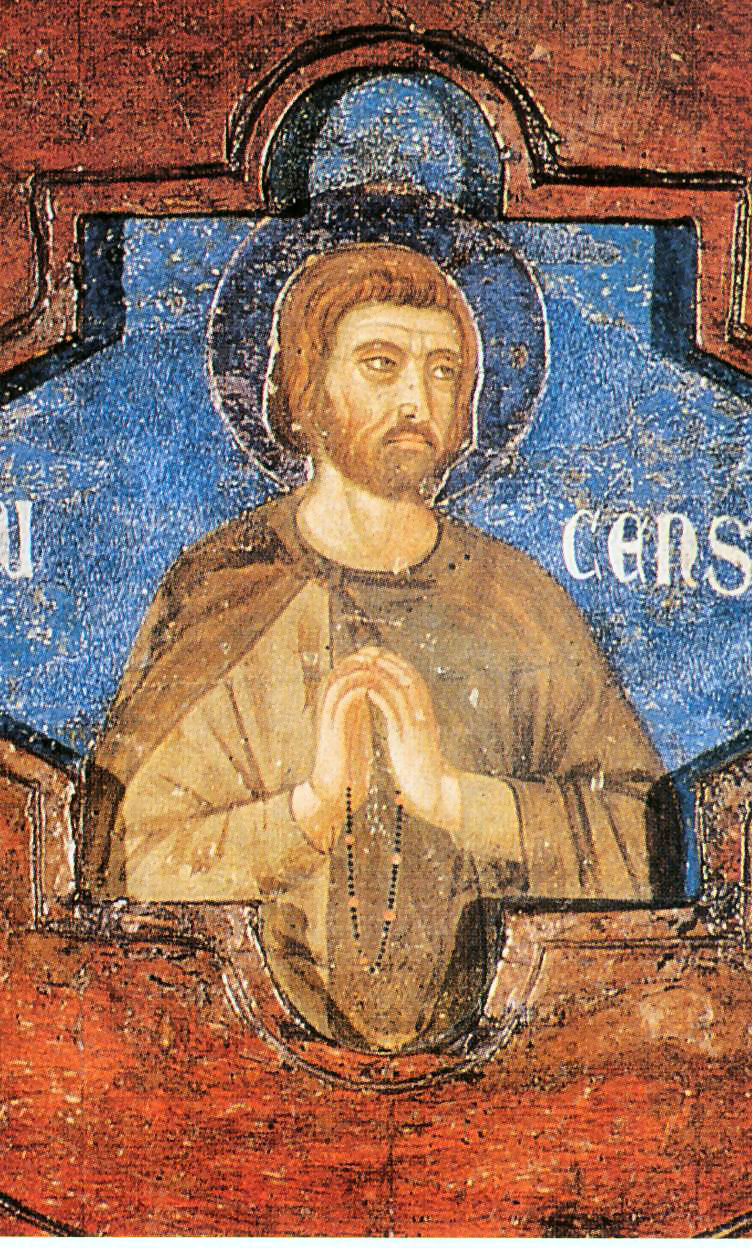
Fresque à San Lucchese, Poggibonsi.

Memmo di Filippuccio (né v. 1250 à Sienne et mort v. 1325 à San Gimignano) est un enlumineur et un peintre italien qui fut actif entre 1288 et 1324, comptant parmi les premiers représentants de l'école siennoise.

## Biographie
Memmo di Filippuccio est le  fils d'un orfèvre, qui fut actif entre 1273 et 1293. 
Il travailla d'abord dans son atelier à San Gimignano (4 sous pour des peintures en 1303, un étendard en 1307, pensionné en 1310)
Il eut pour élève (et comme gendre à partir de 1324) Simone Martini (auquel il fit vraisemblablement connaître l'œuvre de Giotto ayant travaillé aux fresques de l'église supérieure de la basilique Saint-François d'Assise.
De retour à Sienne en  1321, il aurait probablement participé à l'élaboration de la  fresque du portrait équestre de Guidoriccio da Fogliano au Palazzo Pubblico de Sienne.
Son fils Lippo Memmi, fut également peintre, un collaborateur de Simone Martini.
sa fille Giovanna épousa Simone Martini en 1324.

## Œuvres
Miniatures :
- Biblioteca Comunale et Museo dell'Opera del Duomo, Florence.
- Fondation Cini, Venise.
- Musée national San Matteo, Pise.

Peintures sacrées :
- Madonna con Bambino e i santi Jacopo e Pietro, con donatrice (ca. 1315), niche dans l'église Santi Jacopo e Filippo, Certaldo Alto
- Vierge à l'Enfant,  Musée national San Matteo, Pise.
- À San Gimignano
  - Vierge à l'Enfant trônant avec les saints Jacques et Jean l'évangéliste,  Église San Jacopo al Tempio, San Gimignano (attribution de Roberto Longhi).
  - Madonna con Bambino e santi, retable provenant du couvent Santa Chiara, conservé dans la pinacothèque de la  Tour du Palazzo Comunale de San Gimignano.
  - Carlo d'Angio administrant la Justice (1292), Palazzo Comunale, Sala dell'Udienza (attribué par Giovanni Previtali en 1962).
  - Vierge à l'Enfant trônant avec les saintes Catherine d'Alexandrie et Marie-Madeleine, église San Pietro (attribué).
- Vierge à l'Enfant trônant avec saints, palais épiscopal, Oristano.
- Fresques,  couvent San Lucchese, Poggibonsi.

Scènes profanes :
- Fresques des thèmes édifiants de la chambre du Podestat (1303-1310), Palais du Podestat, San Gimignano
- Scène de Vie de tous les jours
- Participation probable au portrait équestre de Guidoriccio da Fogliano au Palazzo Pubblico, Sienne.